# Epifanio Arcila
Epifanio Arcila Ceballo (Pereira, 23 de junio de 1955) exciclista colombiano de ruta y entrenador de ciclismo radicado en el estado de Mérida en Venezuela.

## Palmarés
1977
- 1 etapa de la Conquista de Los Andes,[2] Venezuela

1979
- Clasificación de la montaña en la Vuelta al Táchira

1980
- Vuelta al Táchira, más la clasificación de la montaña y 1 etapa
- 1 etapa de la Vuelta a Colombia

1981
- Clasificaciones de la montaña y metas volantes en el Clásico RCN, más 1 etapa
- 3º en la Vuelta a Colombia

1982
- 1 etapa de la Vuelta a Colombia

1984
- 1º en Clasificación de las metas volantes en el Clásico RCN

2019
- Actualmente entrenador de ciclismo en el estado Mérida

## Equipos
- Equipo Postobón (1974)
- Dirección de Educación - Gobernación de Mérida (1977 - 1978 - 1979)
- OPE - Policía de Trujillo (1980)
- Almacenes Felipe de Medellín (1980)
- Pilsen Cervunión (1981-1982)
- Pilas Varta - Colombia (1983)